# Veni Domine
Veni Domine ist eine progressive Epic-Doom-Band. Sie wurde 1987 in Sollentuna, Schweden gegründet und ist dem Christlichen Metal zuzuordnen.

## Bandgeschichte
1987 wurde Veni Domine von Thomas und Torbjörn Weinesjö und Anders Olofsson unter dem Namen Seventh Seal gegründet. Etwas später schloss sich  Fredrik Sjöholm (auch: Fredrik Ohlsson) der Band als Sänger an. 1987 erschien das Demo Glorify. 1988 folgte Seventh Seal II, das ein Jahr später professionell in den Thunderload Studios aufgenommen und veröffentlicht wurde. Danach benannte sich die Gruppe in Veni Domine um.
Nachdem die Gruppe auf dem Greenbelt Festival (Cheltenham Racecourse, England) aufgetreten war, konnte sie sich einen Plattenvertrag bei dem englischen Label Kingsway Music sichern. 1991 erschien das Debütalbum Fall Babylon Fall mit Keyboarder Per Anders Danielsson. Das Album wurde von Massacre Records vertrieben. Für das zweite Album Material Sanctuary (1995) konnte Mats Lidbrant als Keyboarder verpflichtet werden. Für den Release des Albums hatten die Brüder Ragne Wahlquist und Styrbjörn Wahlquist (Heavy Load) ihr Plattenlabel Thunderload  reanimiert. 1996 tourte die Gruppe mit Saviour Machine und Soul Cages.
1997 stiegen Mattias Cederlund (Keyboards) und Gabriel Ingemarson (Bass) in Veni Domine ein. Das vierte Album Spiritual Wastelands erschien im gleichen Jahr. Bereits zu dieser Zeit arbeitete man am Songwriting für das Nachfolgewerk. Im Herbst 2000 begab man sich das erste Mal ins Studio, doch Sänger Fredrik Ohlsson bekam Stimmprobleme und konnte sich ein Jahr lang nicht mehr beteiligen.
2004 erschien schließlich das Album IIII - The Albums of Labour, wieder mit Mats Lidbrant an den Keyboards. 2005 verstarb der ehemalige Keyboarder Per Anders Danielsson.
2006 und 2007 erschienen die Alben 23:59 und Tongues. Im September 2014 gab die Band ihre Auflösung auf ihrer Facebookseite bekannt.

## Musikstil
Veni Domine verbinden Progressive-Metal-Elemente mit Doom Metal. Der Gesang von Fredrik Sjöholm  ist sehr hoch und wird von den Kritikern oft als Manko gesehen. Ihre Lieder sind eher düster und bedrückend gehalten und auch ihre Texte beziehen sich oft auf die Apokalypse, die in der Offenbarung des Johannes geschildert wird. Der eigenwillige Sound erschwert es vielen, einen Zugang zur Band zu finden.

## Diskografie

### Demos
- 1987: Glorify
- 1988: Seventh Seal (erste Version)
- 1989: Seventh Seal (zweite Version)

### Alben
- 1992: Fall Babylon Fall (Massacre Records, R.E.X. Records)
- 1994: Material Sanctuary (Thunderload)
- 1998: Spiritual Wasteland (Thunderload)
- 2004: IIII - The Albums of Labour (Rivel Records)
- 2006: 23:59 (MCM Music)
- 2007: Tongues (MCM Music)
- 2014: Light (Massacre Records)